# Метиленовый синий

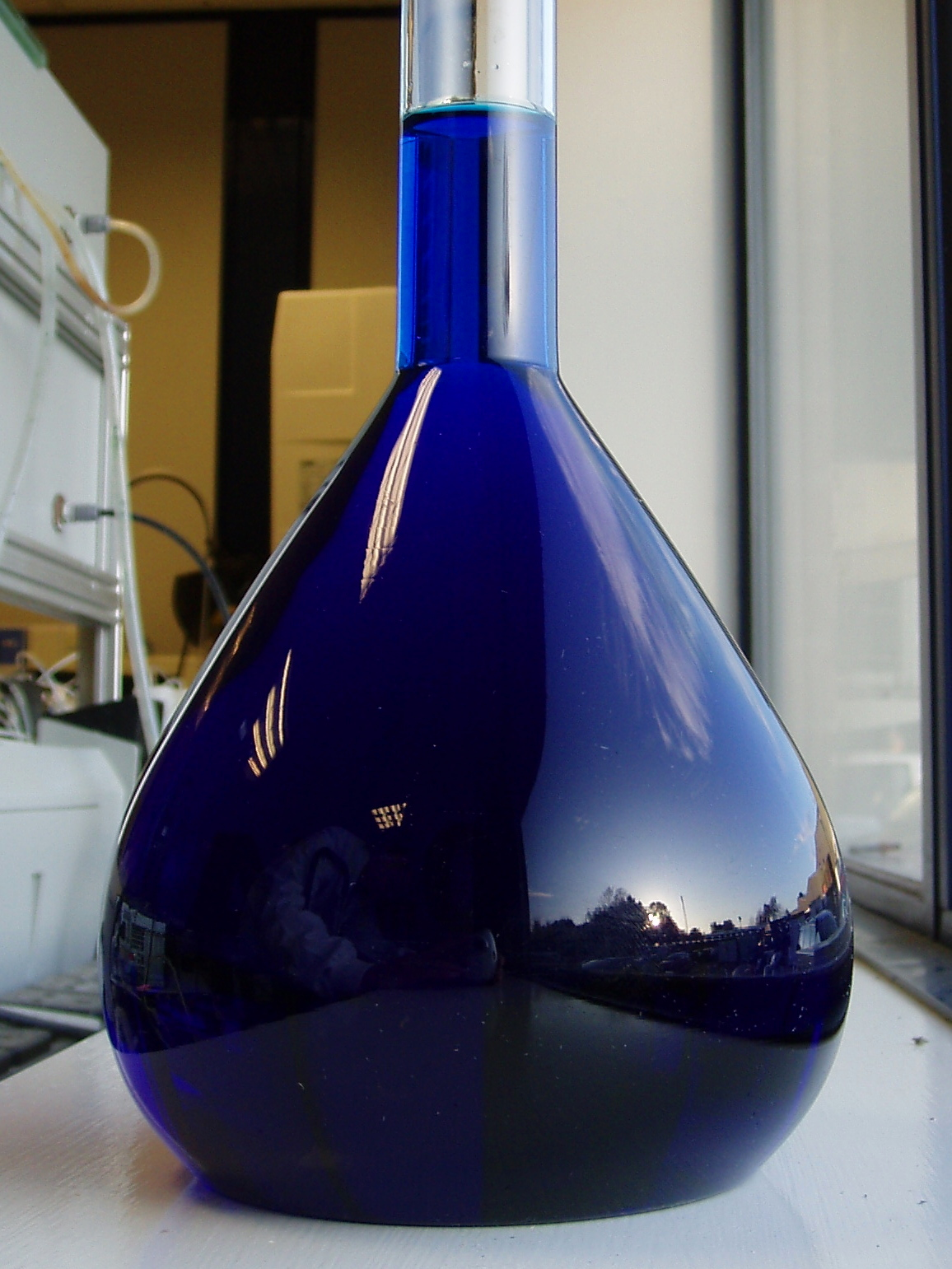
Раствор метиленового синего

Метиленовый синий (лат. Methylenum coeruleum; N,N,N',N'-тетраметилтионина хлорид тригидрат, 3,7-бисдиметиламинофенотиазин хлорид, метиловая синь, метиленовый голубой) — органическое соединение, тиазиновый краситель с химической формулой C16H18ClN3S или в виде кристаллогидрата C16H18ClN3S·H2O. Представляет собой тёмно-зеленые кристаллы с бронзовым блеском. Используется в медицине, аналитической химии, красильной промышленности и фотографии.

## История
Метиленовый синий был впервые синтезирован в 1876 году Генрихом Каро, работавшим на BASF. Тем самым он положил начало развитию химии фенотиазинов.

## Физические свойства
Малорастворим в воде, этаноле, практически нерастворим в диэтиловом эфире и хлороформе. Легко восстанавливается: E0 = +0,53 В. В водных растворах мономерная форма поглощает свет при длине волны λmax = 668 нм, димер — в λmax = 612 нм; константа димеризации Кдим = 5,00⋅103 (pH 4—5,5).
При низких температурах раствор метиленового синего приобретает фиолетовый окрас. 

## Получение
Получают из N,N-диметиланилина.

## Применение

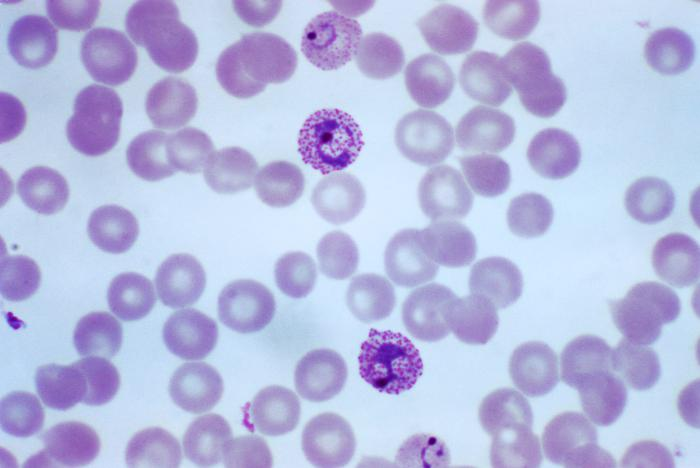
Микроскопический фиксированный окрашенный по Романовскому — Гимзе препарат мазка крови больного трёхдневной малярией. В эритроцитах видны незрелые и зрелые трофозоиты Plasmodium vivax

Органический основной тиазиновый краситель, применяется для окраски хлопка, шерсти и шёлка в ярко-голубой цвет, однако краска разрушается на свету. В аналитической химии применяется для определения хлоратов, перхлоратов, катионов ртути, олова, магния, кальция, кобальта, кадмия.
В медицине используется в качестве антисептика для лечения инфекций ротовой полости и мочеполовых путей. Относится к списку жизненно важных препаратов ВОЗ для лечения метгемоглобинемии (антидот при отравлении цианидами, угарным газом и сероводородом). Имеются сообщения о высокой эффективности этого соединения при лечении болезни Альцгеймера. В онкологии это мощный фотосенсибилизатор, особенно активно работающий при воздействии света и способствующий разрушению патологических клеток.
Используют в микроскопии как красящее вещество, так как метиленовый синий интенсивно окрашивает некоторые ткани живого организма. Чеслав Хенцинский, работая в Одесском медицинском университете, разработал на его основе с использованием эозина в 1888 году метод двойного окрашивания клеток крови и кровяных паразитов, позволившего выявлять паразитов крови, в частности возбудителей малярии и в 1889 году защитил по этой теме докторскую диссертацию «К учению о микроорганизмах малярии». Впервые его использовал для окраски нервной ткани (1889) М. Д. Лавдовский.
В результате этих разработок он стал первым применённым в медицине веществом, не существовавшим до этого в живой природе.
В аквариумистике применяется довольно часто во время инкубирования икры в качестве антисептика.
В водоочистке применяется при тестировании активированного угля по ГОСТ 4453-74.
В фотографии может использоваться как десенсибилизатор в значительном разведении. В высокой концентрации вместо десенсибилизирующего действия оказывает вуалирование.
Метиленовый синий давно используется в медицине в качестве антидота против некоторых токсинов. Метиленовый синий имеет потенциал в качестве симптоматического лечения сепсиса.
Летом 2020 года в российских популярных СМИ появились публикации о том, что испытания на людях якобы показали, что водный раствор красителя метиленовый синий, применяемый либо внутрь, либо ингаляционно, может достаточно быстро уничтожить в организме коронавирус SARS-CoV-2. Также, согласно этим публикациям, раствор метиленового синего усиливает свою активность в 10 раз при воздействии красного света (фотодинамической терапии) с длиной волны 665 нм на зону носоглотки и груди. Учитывая, что речь идёт всего лишь о публикациях в популярных СМИ, а не в научных журналах, и что полноценное клиническое исследование так и не было проведено, к теории об эффективности лечения коронавирусной инфекции данным методом необходимо подходить крайне осторожно.
Также метиленовый синий используется при отравлении угарным газом, для лечения метгемоглобинемии, инфекций мочеполовой системы, септического шока, малярии и как противовирусный препарат.

## Противопоказания
Метиленовый синий является ингибитором моноаминоксидазы, поэтому его внутреннее применение на фоне приёма антидепрессантов группы селективных ингибиторов обратного захвата серотонина может привести к развитию серотонинового синдрома.